# Louis Marianne
Louis "Toto" Marianne est un entraîneur français de football, né en Martinique Il a disputé avec l'équipe de Martinique la Gold Cup 2015 (la plus importante compétition nord-américaine).

## Biographie
Avec Marcel Pujar, il est co-sélectionneur de la Martinique pour la Coupe des nations de la CFU 1983. La sélection bat Saint-Vincent-et-les-Grenadines, les Antilles néerlandaises et Saint-Christophe-et-Niévès pour se qualifier pour la phase finale à Cayenne en Guyane. Grâce à une victoire 3-1 contre Trinité-et-Tobago, un match nul 0-0 contre la Guyane et une victoire 2-0 contre Antigua-et-Barbuda, la Martinique remporte cette 4e édition de la Coupe caribéenne des nations.
Fort de ce succès, le duo d'entraineur est reconduit pour la Coupe des nations de la CFU 1985. En tant que tenant du titre, la Martinique est directement qualifié pour la phase finale à la Barbade. Les martiniquais reproduisent l'exploit grâce à des victoires 2-1 contre Guadeloupe, 2-0 contre le Suriname et un match nul 1-1 contre la Barbade.
Toto Marianne redevient sélectionneur de la Martinique presque 30 ans plus tard en 2014. Il succède à Patrick Cavelan qui a mené les Matinino jusqu'au 1er tour de la Gold Cup 2013.
En septembre 2016, pendant les éliminatoires de la Coupe caribéenne des nations 2017, il doit laisser sa place de sélectionneur à son adjoint Jean-Marc Civault en raison de problèmes de santé. Il essaye de retrouver son poste après sa convalescence mais la ligue de football de la Martinique préfère maintenir Civault en poste.

## Palmarès
Avec la  Martinique
- Vainqueur de la Coupe des nations de la CFU en 1983 et en 1985